# ポリアデニル化

成熟した真核生物mRNAの典型的構造

ポリアデニル化（ポリアデニルか、英語: Polyadenylation）はRNAにポリA鎖（ポリA尾部、ポリA構造、ポリAテール、poly-A tail）を付加することである。ポリA鎖は多数のAMPから構成されており、RNAをアデニン塩基で伸長することに相当する。真核生物では、ポリアデニル化は翻訳可能な成熟mRNAを生産するために不可欠であり、広い意味では遺伝子発現過程の一部であるといえる。
ポリアデニル化は転写終了時から始まる。特定のタンパク質複合体がRNA3' 末端のセグメントを切り離し、そこからポリA鎖を合成する。いくつかの遺伝子では、切断できる部位が複数あり、その内1箇所にポリA鎖が追加される。そのため、ポリアデニル化は選択的スプライシングのように、1つの遺伝子から複数の転写産物を作り出す。
ポリA鎖はmRNAの安定性に関わり、核外輸送、翻訳に重要である。これは時間と共に短くなり、十分に短くなった時点でmRNAは酵素により分解される。だが、少数の細胞では、ポリA鎖の短いmRNAが再度のポリアデニル化に備えて細胞質に蓄えられている。細菌ではこれと反対に、ポリアデニル化はRNAの分解を引き起こす。これは真核細胞の非コードRNAでも見られる。ポリアデニル化が生物全般に見られることは、これが生命の歴史の中で早い段階に進化したことを意味する。

## 背景

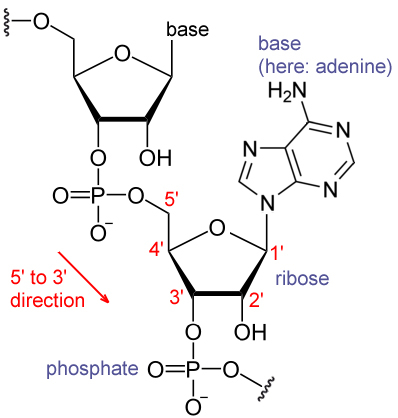
RNAの化学構造。塩基配列は個々のRNAによって異なる。

RNAは巨大な生体分子で、ヌクレオチドが繋がって構成されている。ポリA(ポリアデニル酸)とは、RNA塩基(A:アデニン・U:ウラシル・G:グアニン・C:シトシン)のうち、Aのみが繋がったものである。RNAは通常、鋳型DNAから転写されることで合成される。転写は5' 末端から3' 末端に向けて進むため、塩基配列も5'から3'に向けて表記される。ポリA鎖が付加されるのは3' 末端である。
伝令RNA(mRNA)は翻訳されてタンパク合成の鋳型となるコーディング領域を含む。その他の部分は非翻訳領域と呼ばれ、mRNAの活性を制御している。非コードRNAという翻訳されないRNAも多くあり、非翻訳領域と同じように様々な制御を行う。

## 核ポリアデニル化

### 機能
核において、ポリA化は転写終了時に行われる。ポリA鎖はmRNAを細胞質での分解から保護し、転写終結、核外輸送、翻訳を補助する。真核細胞のmRNAはほぼ全てポリA化されているが、動物の複製依存的ヒストンmRNAは例外である。これは真核細胞のmRNAがポリA鎖を欠く唯一の例で、プリンリッチ配列に続くステムループ構造で終端し、切断箇所を示している。この構造は"ヒストン下流要素"(HDE)と呼ばれる。
多くの真核細胞の非コードRNAは転写終了時にポリA化される。miRNAのように、末端がプロセシングで除かれるため、転写中間体にはポリA鎖があるが成熟RNAにはないものもある。だが例えば、X染色体の不活性化を調節するXistなど、遺伝子発現制御を行う多くの長鎖非コードRNAでは、ポリA鎖は成熟RNAの一部である。

### 機構
真核細胞核でのポリアデニル化の対象は、RNAポリメラーゼIIにより作られるmRNA前駆体などである。多タンパク複合体(構成要素は右表)が3' 末端近くを開裂し、そこからポリA化が始まる。開裂は酵素CPSFによって触媒され、結合部位から10–30塩基下流で起こる。この部位にはよくAAUAAA配列があるが、多少変化してもCPSFは結合することができる。別の2つのタンパク、CstFとCFIもこれに関与し、CstFはCPSF結合部位の下流にあるGUリッチ領域と結合する。CFIはさらに別の箇所(哺乳類ではUGUAA配列)を認識し、AAUAAA配列が失われてもCPSFを媒介することができる。ポリアデニル化シグナル(開裂複合体に認識される配列モチーフ)は分類群によって変化する。ヒトのポリA化部位はほぼAAUAAA配列を含むが、この配列は植物・菌類では珍しい。
CstFはRNAポリメラーゼIIとも結合しているため、転写後すぐに開裂を行うことができる。詳しくは分かっていないが、開裂にはCFIIというタンパクも関わる。ポリA化シグナルに伴う開裂部位は、50塩基程度は変化することができる。
RNAが開裂するとポリAポリメラーゼによるポリA化が始まり、ATPを用いてポリA鎖を伸長させていく。その後、別のタンパクPAB2が短く新しいポリA鎖に結合し、RNAとポリAポリメラーゼの親和性を増加させる。ポリA鎖が約250塩基に達すると酵素はCPSFから外れ、ポリA化は終了する。CPSFはRNAポリメラーゼIIと接触し、転写終結を伝達する。ポリA化機構はRNAイントロンを除去するスプライソソームとも物理的に結合している。

### 下流作用
ポリA鎖はポリA結合タンパク質結合部位として機能する。ポリA結合タンパクはRNAの核外移送・翻訳を促進し、分解を妨げる。酵母では、ポリA鎖を短縮しmRNAの核外移送を可能にするポリAヌクレアーゼの結合も媒介する。mRNAはポリA結合タンパクと共に細胞質に移送されるが、移送されなかったmRNAはエキソソーム複合体によって分解される。ポリA結合タンパクは翻訳に影響する様々なタンパクの結合も媒介し、その内の1つが40Sリボソームサブユニットを媒介するeIF4Gである。だが、ポリA鎖は全てのmRNAの翻訳に不可欠というわけではない。

### 脱アデニル化
真核生物体細胞では、細胞質にあるmRNAのポリA鎖は次第に短くなり、翻訳が妨げられて分解が促進される。だが、これが起こるにはかなり時間がかかる。このプロセスは、mRNAの3' 非翻訳領域と相補的なmiRNAによって加速される。卵母細胞では、ポリA鎖が短縮されたmRNAは分解されないが、代わりに翻訳されずに貯蔵される。このRNAは卵胞形成中に、細胞質でのポリA化によって再活性化される。
動物では、ポリAリボヌクレアーゼ(PARN)は5'キャップに結合しポリA鎖から塩基を除去する。5'キャップ・ポリA鎖の保護はmRNA分解の制御に重要である。RNAの5'キャップに翻訳開始因子4E(eIF4E)、かつポリA鎖に翻訳開始因子4G(eIF4G)が結合している場合、PARNによる脱アデニル化は減少する。脱アデニル化はRNA結合タンパクにも制御される。一旦ポリA鎖が除去されると5' キャップも除去され、RNAは分解される。酵母からは、脱アデニル化に関わると見られる他の酵素も見つかっている。

### 代替ポリアデニル化

同じ遺伝子に異なるポリA化を施した結果

多くのコード遺伝子は複数のポリアデニル化部位を持つため、3' 末端が異なる複数のmRNAをコードしているといえる。代替ポリA化は3' 非翻訳領域の長さを変更するため、それが含むmiRNA結合部位も変更される。転写産物を安定化するmiRNAもあるが、miRNAは翻訳を抑制し、それが結合したmRNAの分解を促進する傾向がある。代替ポリA化はコーディング領域を短縮し、別のタンパクを作ることもあるが、3' 非翻訳領域の短縮よりは珍しい。
ポリA化部位の選択は細胞外からの刺激に影響される他、ポリA化酵素の発現にも依存する。例えば、マクロファージのリポ多糖(免疫応答を起こす細菌分泌物)への反応として、切断刺激因子(CstF)のサブユニットCstF-64の発現が上昇する。この結果ポリA化部位が変更され、防御タンパクmRNA(例えばリゾチームやTNF-α)の3' 非翻訳領域の調節エレメントが除去される。このようなmRNAは長い半減期を持ち、より多くのタンパクを作る。ポリA化機構以外のRNA結合タンパクもポリA化部位の選択に影響し、例えばポリA化シグナルの近くをDNAメチル化する、などの方法で行われる。

## 細胞質ポリアデニル化
動物の初期胚発生、または神経細胞のシナプス後段では細胞質でのポリA化が行われる。短縮したポリA鎖を伸長することで、mRNAを翻訳することができる。短縮した鎖は約20塩基だが、伸長された鎖は80–150塩基になる。
マウス初期胚では母親由来のRNAを細胞質ポリA化することで、2細胞期の途中(ヒトでは4細胞期)まで転写が始まらないにもかかわらず、細胞は成長することができる脳では、細胞質ポリA化は記憶の形成に重要な長期増強に関わり、学習中に活性化される。
細胞質ポリA化はRNA結合タンパクCPSF・CPEBを必要とし、Pumilioのような他のRNA結合タンパクも関わる。細胞の種類により、核と同じポリAポリメラーゼ(PAP)・細胞質ポリメラーゼのGLD-2のどちらかが用いられる。

## 真核生物のRNA分解
少なくとも酵母では、tRNA・rRNA・snRNA・snoRNAを含む多くの非コードRNAで、ポリA化はRNA分解を促進する。核においてはTRAMP複合体により、約40個の塩基が3' 末端に付加されることでポリA化が行われ、その後エキソソーム複合体により分解される。ポリA鎖はヒトrRNA断片からも発見され、Aのみのホモポリマー・ほぼAのヘテロポリマーの両方が見られる。

## 原核生物、細胞小器官
多くの細菌はmRNA・非コードRNA双方をポリA化できる。ポリA鎖はデグラドソームの2つのRNA分解酵素、PNPaseとRNaseEの働きを促進する。特有の二次構造が3' 末端をブロックしていても、ポリA鎖でRNAを伸長することでPNPaseは新しい3' 末端に結合することができる。伸長と分解を繰り返すことで、PNPaseは少しずつ二次構造を解体していく。ポリA鎖はエンドリボヌクレアーゼでの分解も促進する。細菌のポリA鎖は約30塩基の長さである。
動物・トリパノソーマのミトコンドリアは安定なポリA鎖・不安定なポリA鎖双方を持つ。不安定な鎖はmRNAと非コードRNA双方で見られる。ポリA鎖は平均43塩基である。安定な鎖では、ゲノムが終止コドン(UAA)のU・UAまでしかコードしていないため、ポリA鎖は終止コドンの一部となっている。植物ミトコンドリアは不安定なポリA鎖しかもたず、酵母ミトコンドリアはポリA鎖を全く持たない。
多くの細菌・ミトコンドリアはポリAポリメラーゼを持つが、PNPase自身もポリA化を行う。この酵素は細菌、ミトコンドリア、葉緑体、古細菌エキソソーム複合体の構成部品に見られる。Aへの選択性は完全ではないが、ほぼAのみを用いて3' 末端を伸長できる。葉緑体でも細菌のように、PNPaseによるポリA化はRNA分解を促進し、おそらく古細菌でも同じである。

## 進化
ポリA化はあらゆる生物に見られるわけではない。だが、全ドメインの大部分の生物がこの機能を持つことから、全生物の共通祖先がおそらく何らかのポリA化機構を持っていたと推定される。mRNAをポリA化しない生物は、進化の過程でこの機能を喪失したと考えられる。その実例は細菌Mycoplasma gallisepticum ・高度好塩菌Haloferax volcaniiから得られたmRNAのみで、真核生物では確認されていない。
最も古いポリA化酵素は、RNAを分解する複合体(細菌ではデグラドソーム、古細菌ではエキソソーム複合体)の一部であるPNPaseである。この酵素はRNAを3' 末端から加リン酸分解し、NDPに変換する。この反応は可逆なため、RNAにヌクレオチドを付加して伸長させることもできる。エネルギー通貨であるATPが他のNTPより高濃度であるため、伸長した鎖はAリッチである。RNA分解へのAリッチ鎖の関与が、その後のポリAポリメラーゼ(純粋なポリA鎖の合成酵素)の進化を促したことが示唆されている。
ポリAポリメラーゼの起源は古くなく、tRNAの3' 末端を終端するCCA付加酵素から、細菌と真核生物で独立に進化した。その活性ドメインは他のポリメラーゼと相同である。真核生物への、細菌のCCA付加酵素遺伝子の水平伝播により、古細菌様CCA付加酵素がポリAポリメラーゼに機能を変更することができたと推測されている。古細菌や藍藻はポリAポリメラーゼを進化させなかった。

## 正の制御と負の制御
上で述べられてきたように、最近では、mRNAのポリ(A)尾部の長さを調節することが、転写後の段階で遺伝子発現を制御する効率的な手段であることが明らかになってきた。実際、発生初期では転写は抑制されており、遺伝子発現は主に細胞質のポリアデニル化によって制御されている。
体細胞では、デアデニル化による負の制御のメカニズムの解明がかなり進んでいる。しかし、ポリ(A)尾部の伸長による正の制御については、観察された長さの増加が、新しいmRNAの合成によるものなのか、デアデニル化の減少によるものなのか、それとも細胞質ポリアデニル化によるものなのかの区別が困難なため、あまり研究されていない。このため、デアデニル化酵素が抑制された条件下で転写パルスチェイス解析を行う方法の開発なども行われてきた。

## 沿革
ポリA化は1960年、細胞核抽出物内の酵素が、ATPをポリアデニンに変換したことから発見された。多様な細胞から見つかっていたにもかかわらず、1971年にポリA配列がmRNAから見つかるまでその機能は不明のままだった。当初は3' 末端をヌクレアーゼから保護するだけと考えられていたが、その後に核外移送や翻訳の際に果たす役割が解明された。関与するポリメラーゼは1960年代に精製され、1970年代に特定されたが、それを制御する無数の補助タンパクが発見されたのは1990年代始めになってからだった。

## 参照
- シミアンウイルス40後期ポリアデニル化シグナル